# 14 листопада
14 листопада — 318-й день року (319-й у високосні роки) у григоріанському календарі. До кінця року залишається 47 днів.

## Свята і пам'ятні дні

### Міжнародні
- ООН: Всесвітній день боротьби з цукровим діабетом
- Міжнародний день логопеда.

### Національні
- Колумбія: Жіночий день.

### Релігійні

#### Християнство
Православ'я:
- Апостола Филипа
- День Святого Благовірного Ромейського Імператора Юстиніана I Великого.
- День Святої Благовірної Авґусти Теодори.
- Святителя Григорія Палами, архієпископа Фессалонікійського.

### Іменини
✙ Православні: Пилип, Теодора, Григорій.

## Події
- 332 до н.е.  – Александра Великого короновано фараоном Єгипту.
- 1918 — намагаючись заручитись підтримкою Антанти, гетьман Скоропадський проголосив «федерацію Української Держави з майбутньою небільшовицькою Росією», яку ніколи не мав наміру реалізовувати
- 1918 —заколот соціалістів проти Української Держави Павла Скоропадського
- 1918 — На першому засіданні Національних зборів Томаш Масарик був обраний президентом Чехословацької республіки.
- 1918 — з ініціативи провідних українських вчених декретом гетьмана Павла Скоропадського було засновано Українську Академію наук та визначений її офіційний статус.
- 1920 — Уряд УНР був змушений залишити Україну та переїхати до Польської республіки.
- 1925 — У Чехословацькій республіці створено Леґію українських націоналістів.
- 1939 — Верховна Рада УРСР затвердила Закон про так зване «возз'єднання» (анексію) Західної України з УРСР.
- 1940 — У Берліні невдачею закінчились радянсько-німецькі переговори про розділ сфер впливу і приєднання СРСР до Троїстого пакту (Третій Рейх — Королівство Італія — Японська імперія).
- 1944 — У Києві відкрився Державний музей українського мистецтва.
- 1944 — До Центральної Азії з Грузинської РСР депортовано понад 100 тисяч турків-месхетинців.
- 1963 — потужний підводний вулканічний вибух утворює острів Суртсей, 33 км на південь від узбережжя Ісландії. Лава і чорні колони диму виходять з поверхні океану. Територія новоутвореного вулканічного острова — 1.7 км².
- 1989 — Верховна Рада СРСР ухвалила Декларацію про визнання незаконними і злочинними репресивні акти проти народів, підданих насильницькому переселенню, та про забезпечення їхніх прав.
- 1999 — на посаду Президента України вдруге обрано Л. Д. Кучму, що обіймав цей пост з 19.07.1994 по 23.01.2005.
- 2005 — Корпорація Boeing оголосила про старт виробництва літака Boeing 747-8.

## Народились
Дивись також Категорія:Народились 14 листопада
- 1650 — Вільгельм III Оранський, король Англії.
- 1668 — Йоган Лукас фон Гільдебрандт, відомий архітектор доби австрійського бароко, військовий і придворний інженер.
- 1679 — Омобоно Страдіварі, італійський майстер смичкових інструментів, син Антоніо Страдіварі.
- 1719 — Леопольд Моцарт, австрійський скрипаль, композитор. Батько і учитель Вольфганга Амадея Моцарта.
- 1723 — Йоганн Людвіг Аберлі, швейцарський художник і живописець, відомий своїми швейцарськими ландшафтами, гравірованими на міді.
- 1774 — Гаспаре Спонтіні, італійський композитор.
- 1775 — Пауль Йоганн Ансельм фон Фейєрбах, німецький правознавець-криміналіст, реформатор кримінального законодавства, доктор філософії та доктор права. Батько філософа Людвіга Феєрбаха.
- 1805 — Фанні Мендельсон, німецька співачка, піаністка і композиторка, сестра композитора Фелікса Мендельсона. Її голосом захоплювався Ґете, що присвятив їй вірш (1827).
- 1840 — Михайло Старицький, український письменник, поет, драматург, прозаїк, театральний і культурний діяч.
- 1840 — Клод Моне, французький живописець, основоположник імпресіонізму (Враження — схід сонця, Поле маків, Водяні лілеї).
- 1852 — Антоніо Манчіні, італійський художник, імпресіоніст.
- 1859 — Василь Таїров, вірменський вчений, фахівець з виноградарства та виноробства, професор, доктор сільськогосподарських наук.
- 1877 — Дмитро Антонович (за іншими даними 2 листопада), український громадсько-політичний і державний діяч, історик мистецтва, співзасновник і ректор Українського вільного університету.
- 1882 — Пилип Капельгородський, письменник, вчитель та громадський діяч.
- 1885 — Соня Делоне, українська художниця та дизайнер, представниця напрямку арт Деко.
- 1887 — Амадеу ді Соза-Кардозу, португальська художник, попередник постмодернізму.
- 1889 — Джавахарлал Неру, індійський політичний діяч, перший прем'єр-міністр Індії (з 1947 р.); батько Індіри Ганді.
- 1907 — Астрід Ліндгрен, шведська письменниця (Пеппі Довгапанчоха, Малюк і Карлсон, який живе на даху).
- 1912 — Андрій Малишко, український поет, перекладач, літературний критик.
- 1924 — Леонід Коган, видатний український, радянський скрипаль та педагог. Один з найяскравіших представників радянської скрипкової школи.
- 1935 — Олег Шаблій, український географ, доктор географічних наук, професор кафедри економічної і соціальної географії ЛНУ
- 1942 — Лариса Масенко, українська мовознавиця, докторка філологічних наук, професорка, академік АН ВШ України.
- 1948 — Чарльз ІІІ, король Сполученого Королівства, син королеви Великої Британії Єлизавети II) і Філіпа, герцога Единбурзького, фельдмаршал, адмірал флоту і Маршал Королівських ВПС Великої Британії.
- 1954 — Бернар Іно, легендарний французький велогонщик.
- 1974 — Олександр Бринжала, офіцер Повітряного командування «Центр» Повітряних сил Збройних сил України. Герой України.
- 1979 — Ольга Куриленко, українська акторка та модель.

## Померли
Дивись також Категорія:Померли 14 листопада
- 1540 — Россо Фйорентіно, італійський художник.
- 1716 — Ґотфрід Вільгельм Лейбніц, німецький філософ, математик, фізик, мовознавець, автор концепції світу, заснованій на теорії неподільних першоелементів буття — монад.
- 1759 — Григор Орлик, син Пилипа Орлика, французький державний і військовий діяч.
- 1829 — Луї Ніколя Воклен, французький хімік та аптекар, відомий відкриттям хрому та берилію.
- 1831 — Ґеорґ Вільгельм Фрідріх Геґель, німецький філософ, творець систематизованої теорії діалектики, заснованої на принципах об'єктивного ідеалізму.
- 1882 — Емілі Норкросс Дікінсон, член сім'ї Дікінсонів з Амхреста, штат Массачусетс.
- 1946 — Мануель де Фалья, іспанський композитор.
- 1999 — Зиновій Книш, український політичний діяч, журналіст, історик.
- 2019 — загинула Аміна Булах, українська боксерка.